# 713 Luscinia
713 Luscinia је астероид са пречником од приближно 105,52 .
Афел астероида је на удаљености од 3,953 астрономских јединица (АЈ) од Сунца, а перихел на 2,827 АЈ.
Ексцентрицитет орбите износи 0,166, инклинација (нагиб) орбите у односу на раван еклиптике 10,355 степени, а орбитални период износи 2280,454 дана (6,243 година).
Апсолутна магнитуда астероида је 8,97 а геометријски албедо 0,041.
Астероид је откривен 18. априла 1911. године.